# 슬픔은 없다
"슬픔은 없다"는 한국에서 제작된 김묵 감독의 1961년 영화이다. 김석훈 등이 주연으로 출연하였고 최관두 등이 제작에 참여하였다.

## 출연

### 주연
- 김석훈
- 엄앵란
- 전영선

## 기타
- 조명: 박응선
- 미술: 원제래